# Maddalena di Valois (regina di Scozia)
Maddalena di Valois (nota anche come Maddalena di Francia; Saint-Germain-en-Laye, 10 agosto 1520 – Edimburgo, 7 luglio 1537) è stata una principessa francese, nonché, per un breve periodo, regina di Scozia come moglie di Giacomo V Stuart.
Il matrimonio fu celebrato come stabilito dagli accordi di Rouen, malgrado Francesco I, padre di Maddalena, avesse riserve a causa della salute fragile della ragazza. Le sue preoccupazioni su rivelarono fondate, in quanto Maddalena morì a soli sedici anni, sei mesi dopo le nozze e appena due dopo il suo arrivo in Scozia. A causa della sua morte prematura, fu soprannominata la Regina di un'estate.

## Biografia

### Infanzia

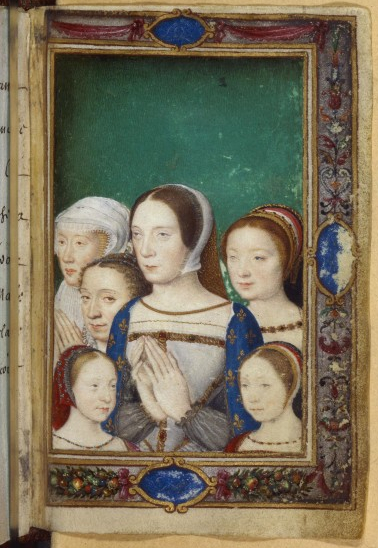
Claudia, regina di Francia con le figlie, miniatura dal Libro d'Ore di Caterina de' Medici. Maddalena è la ragazza in alto a destra

Maddalena di Valois nacque il 10 agosto 1520 nel castello di Saint-Germain-en-Laye, in Francia, da Francesco I di Francia e Claudia di Bretagna, a sua volta figlia di Luigi XII di Francia e Anna di Bretagna.
Fragile fin dalla nascita, suo padre preferì per questo farla crescere, insieme alla sorella Margherita, nella calda Valle della Loira, sotto la tutela di sua zia Margherita di Navarra, piuttosto che a Parigi, perché temeva che il clima freddo della città la uccidesse. Tuttavia, quando nel 1530, dopo essere rimasto vedovo nel 1524, Francesco sposò Eleonora d'Austria, la nuova regina chiese che le due tornassero a Parigi per vivere con lei. La decisione si rivelò fatale: prima del sedicesimo compleanno, Maddalena contrasse la tubercolosi.

### Matrimonio
Nel 1517, tre anni prima della nascita di Maddalena, Francia e Scozia avevano firmato il trattato di Rouen, secondo il quale il re scozzese, Giacomo V, avrebbe sposato una principessa francese.
Nell'aprile 1530 Giovanni Steward, duca d'Albany, si recò in Francia per ufficializzare il fidanzamento fra Giacomo e Maddalena, che era stata selezionata come sposa, ma data la salute delicata della bambina le due parti si accordarono nello scegliere un'altra candidata, Maria di Borbone. Il contratto fu firmato da James Atkinhead per conto della Scozia. Nel 1536, Giacomo decise di recarsi lui stesso in Francia per incontrare Maria, ma durante la visita s'innamorò a prima vista della sedicenne Maddalena e chiese perciò a Francesco I di tornare all'accordo originale e dargli Maddalena in moglie. Francesco esitò, convinto che la figlia non avrebbe resistito al freddo scozzese, ma quando lei stessa manifestò entusiasmo all'idea di sposare Giacomo cedette e il 13 ottobre 1536, mentre soggiornavano fra Roanne e Lione, acconsentì alle nozze. Il contratto fu firmato il 26 novembre nel castello di Blois.

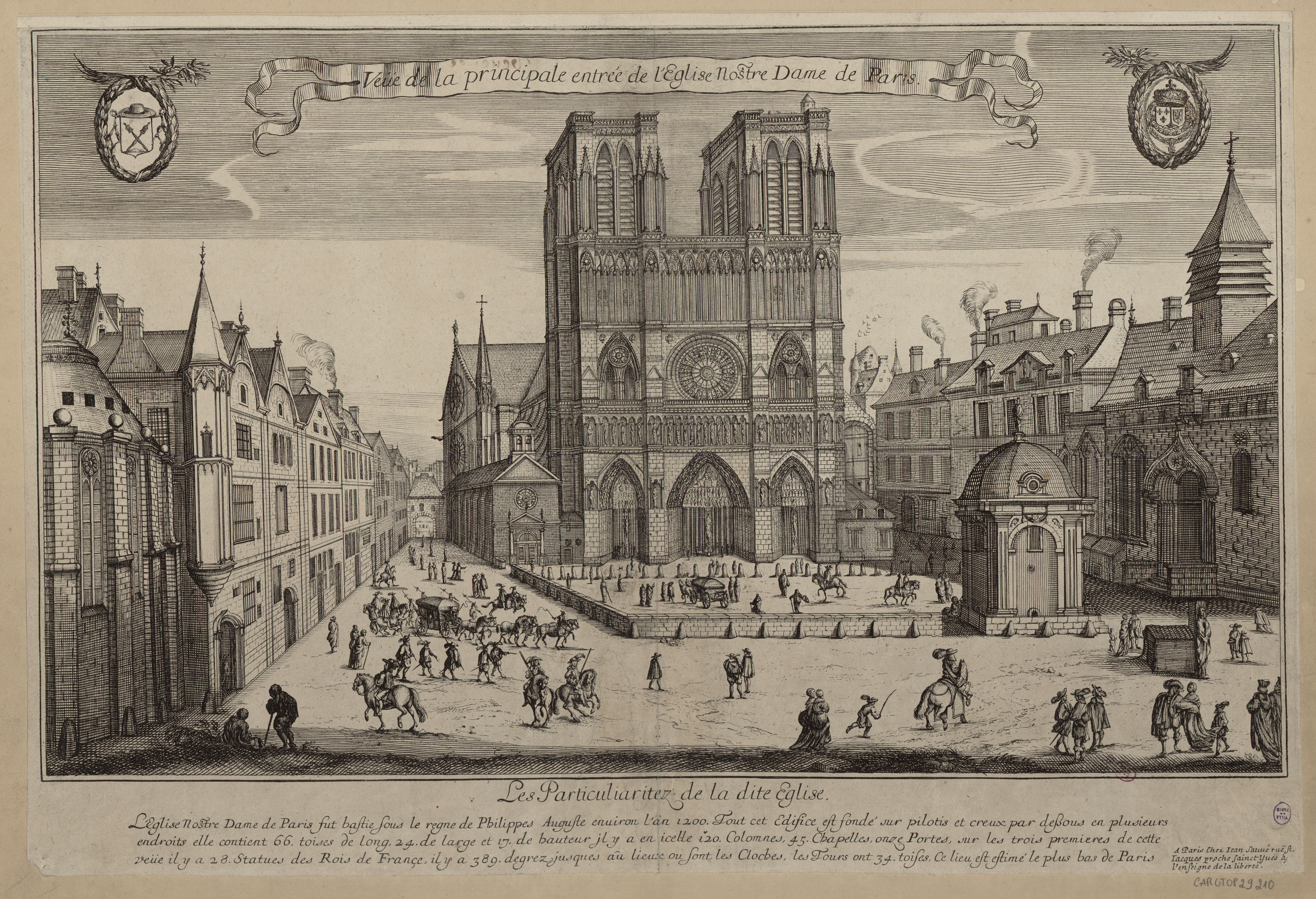
Veduta di Notre Dame, XVII secolo

Una volta finalizzato l'accordo, Francesco I si dedicò a comporre il ricco corredo della figlia. Gioielli e altri ornamenti d'oro furono forniti da Regnault Danet, biancheria e stoffe da Marie de Genevoise e Phillipe Savelon, gli abiti dai sarti Marceau Goursault e Charles Lacquait, i veli da Jean Guesdon e le guarnizioni da Victor de Laval, che realizzò anche passamanerie per un letto che Francesco regalò alla coppia. L'orafo Thibault Hotman realizzò l'argenteria. I mercanti René Tardif e Robert Fichepain fornirono sete e panni di lana. Fili e guarnizioni d'oro e d'argento per ricamare gli abiti di Maddalena sue dame furono invece ordinati a Baptiste Dalverge. Fu poi costruita una passerella sopraelevata dal Palazzo vescovile alla cattedrale, su cui avrebbe sfilato il corteo nuziale. Francesco assegnò inoltre 100.000 scudi di dote alla figlia e ulteriori 30.000 franchi a Giacomo, perché gli usasse per il mantenimento della nuova sposa. Secondo il contratto di nozze, Maddalena rinunciò ai suoi diritti e a quelli dei suoi discendenti sul trono francese, in cambio della garanzia che, in caso di vedovanza, avrebbe mantenuto la proprietà dei beni concessi col matrimonio, che includevano le contee di Fife, Strathearn, Ross e Orkney, i castelli di Falkland, Stirling e Dingwall, e la signoria di Galloway e Threave.
Dopo essere entrati a Parigi il giorno prima, la coppia si sposò il 1º gennaio 1537 nella Cattedrale di Notre Dame, con la festa di nozze celebrata nel Palazzo della città. I festeggiamenti continuarono per due settimane, con tornei organizzati al Castello della Tournelle e al Louvre. Nel 1558, il matrimonio di Giacomo e Maddalena fu usato come modello per le nozze di Francesco, delfino di Francia e Maria di Scozia (figlia proprio di Giacomo V, dalla seconda moglie Maria di Guisa).

Stemma personale di Maddalena come Regina di Scozia

A febbraio, Giacomo V e la sua corte iniziarono il viaggio per rientrare in Scozia, soggiornando di volta in volta a Chantilly, a Senlis e a Compiègne, dove la coppia reale fu omaggiata dei doni papali, e al castello di La Roche-Guyon. Finalmente, a maggio, salparono per la Scozia dal porto di Le Havre. Le navi ammiraglie erano un dono di Francesco I: chiamate la Salamander, la Morsicher e la Great Unicorn, erano capitanate da Jacques de Fountaines e Sieur de Mormoulins ed erano cariche dei doni di nozze della coppia, di cui è sopravvissuto un inventario. L'elenco include arazzi di Arras, mobilia, stoffe pregiate, diversi letti completi di biancheria, un corredo di stoviglie in argento dorato, tovaglie di lino e battista e tappeti persiani, oltre agli abiti, ai gioielli e ai preziosi della sposa.
A Maddalena fu permesso portare con sé un seguito francese, che includeva Anne de Boissy Gouffier, Madame de Montreuil (sua ex governante); Anne de Viergnon, Madame de Bren; Anne Le Maye; Marguerite de Vergondois (sua cameriera); Marion Truffaut (la sua ex balia); Jean de Langeac, vescovo di Limoges (suo segretario); Jean de St Aubin (suo maestro di palazzo); gli scudieri e coppieri Charles de Marconnay e Charles du Merlier; il medico Master Partix; i paggi John Crammy e Pierre de Ronsard; il pellicciaio Gillan; il macellaio John Kenneth; il barbiere Anthony e il medico Jacques Lecoq, che la raggiunse alcune settimane dopo.
Già durante la traversata le preoccupazioni di Francesco sulla salute di Maddalena si rivelarono fondate: il lungo viaggio di nozze, in pieno inverno, l'aveva stremata e quando sbarcarono a Leith la mattina della vigilia di Pentecoste, ovvero il 19 maggio 1537, era ormai in fin di vita. Due giorni dopo, il 21 maggio, la nuova regina prese residenza nel Palazzo di Holyrood.

### Morte
Ciononostante, l'8 giugno 1537 Maddalena scrisse a suo padre dicendo di sentirsi molto meglio e che il medico che Giacomo gli aveva richiesto in una precedente lettera, il "Maestro Francesco", non era più necessario se non per "perfezionare la cura". Un mese dopo, il 7 luglio, Maddalena morì fra le braccia di suo marito nel Palazzo di Holyrood. Mancava un mese al suo diciassettesimo compleanno ed era stata regina per soli sei mesi, cosa che le fece guadagnare il soprannome di Regina di un'estate. Secondo una delle sue dame, Madame de Montrueil, Maddalena non aveva goduto di un solo giorno in salute da quando era sbarcata in Scozia.
Giacomo stesso scrisse al suocero per informarlo della sua morte. Venne sepolta nell'Abbazia di Holyrood, drappeggiata di nero con tessuti di Milano, accanto a Giacomo II. Nel 1776, durante una rivolta, la sua tomba fu profanata e la sua testa, descritta come "ancora bella", strappata via e poi perduta.
La morte della giovane regina fu ricordata dal poeta scozzese David Lyndsay, che le dedicò Deploration of Deith of Quene Magdalene; dagli scrittori di epitaffi Etienne Dolet, Nicolas Desfrenes, Jean Visagier e diversi anonimi, e dai poeti francesi Gilles Corrozet e Pierre de Ronsard.
Alla morte di Giacomo nel 1542, un inventario dei beni rivelò che aveva conservato diversi abiti e oggetti personali di Maddalena, fra cui suppellettili realizzate per lei quando era bambina e che aveva voluto portare con sé dopo il matrimonio, in particolare due piccole coppe d'oro, una bacinella di agata, un vaso di diaspro e una brocca di cristallo. In seguito, molti di questi beni, insieme al resto della dote di Maddalena, furono venduti per sostenere la guerra della Scozia contro l'Inghilterra.

### Conseguenze
Obbligato a rispettare gli accordi di Rouen e pressato dalla necessità di generare un legittimo erede al trono, nel giugno 1538 Giacomo V si risposò con un'altra nobildonna francese, Maria di Guisa, che forse aveva già conosciuto quando questa prese parte al suo primo matrimonio. Maria era imparentata con la famiglia reale ed era nota come una donna di costituzione robusta, nonché fertile, avendo avuto due figli dal primo marito. È possibile che il matrimonio sia stato promosso dallo zio di Maria, il cardinale Giovanni di Lorena.
Giacomo e Maria ebbero tre figli: due maschi, Giacomo e Roberto, morti neonati, e una figlia, Maria I, nata appena sei giorni prima della morte del padre e che gli successe al trono.

## Ascendenza
|                                   |                       |                           | Genitori                     |  |  | Nonni |  |  | Bisnonni                    |  |  | Trisnonni                 |  |
|                                   |                       |                           |                              |  |  |       |  |  | Giovanni, di Valois-Orlèans |  |  | Luigi I di Valois-Orléans |  |
|                                   |                       |                           |                              |  |  |       |  |  | Giovanni, di Valois-Orlèans |  |  | Luigi I di Valois-Orléans |  |
|                                   |                       | Valentina Visconti        |                              |  |  |       |  |  | Giovanni, di Valois-Orlèans |  |  |                           |  |
| Carlo di Valois-Orléans-Angoulême |                       |                           |                              |  |  |       |  |  | Giovanni, di Valois-Orlèans |  |  |                           |  |
|                                   |                       | Margherita di Rohan       | Alain IX de Rohan            |  |  |       |  |  |                             |  |  |                           |  |
|                                   |                       | Margherita di Rohan       | Alain IX de Rohan            |  |  |       |  |  |                             |  |  |                           |  |
|                                   |                       | Margherita di Rohan       | Margherita di Bretagna       |  |  |       |  |  |                             |  |  |                           |  |
| Francesco I di Francia            |                       | Margherita di Rohan       |                              |  |  |       |  |  |                             |  |  |                           |  |
|                                   |                       | Filippo II di Savoia      | Ludovico di Savoia           |  |  |       |  |  |                             |  |  |                           |  |
|                                   |                       | Filippo II di Savoia      | Ludovico di Savoia           |  |  |       |  |  |                             |  |  |                           |  |
|                                   |                       | Filippo II di Savoia      | Anna di Cipro                |  |  |       |  |  |                             |  |  |                           |  |
| Luisa di Savoia                   |                       | Filippo II di Savoia      |                              |  |  |       |  |  |                             |  |  |                           |  |
|                                   |                       | Margherita di Borbone     | Carlo I di Borbone           |  |  |       |  |  |                             |  |  |                           |  |
|                                   |                       | Margherita di Borbone     | Carlo I di Borbone           |  |  |       |  |  |                             |  |  |                           |  |
|                                   |                       | Margherita di Borbone     | Margherita di Baviera        |  |  |       |  |  |                             |  |  |                           |  |
| Maddalena di Valois               |                       | Margherita di Borbone     |                              |  |  |       |  |  |                             |  |  |                           |  |
|                                   | Carlo, duca d'Orléans | Luigi I di Valois-Orléans |                              |  |  |       |  |  |                             |  |  |                           |  |
|                                   | Carlo, duca d'Orléans | Luigi I di Valois-Orléans |                              |  |  |       |  |  |                             |  |  |                           |  |
|                                   | Carlo, duca d'Orléans | Valentina Visconti        |                              |  |  |       |  |  |                             |  |  |                           |  |
| Luigi XII di Francia              | Carlo, duca d'Orléans |                           |                              |  |  |       |  |  |                             |  |  |                           |  |
|                                   |                       | Maria di Clèves           | Adolfo I di Kleve            |  |  |       |  |  |                             |  |  |                           |  |
|                                   |                       | Maria di Clèves           | Adolfo I di Kleve            |  |  |       |  |  |                             |  |  |                           |  |
|                                   |                       | Maria di Clèves           | Maria di Borgogna            |  |  |       |  |  |                             |  |  |                           |  |
| Claudia di Francia                |                       | Maria di Clèves           |                              |  |  |       |  |  |                             |  |  |                           |  |
|                                   |                       | Francesco II di Bretagna  | Riccardo di Dreux            |  |  |       |  |  |                             |  |  |                           |  |
|                                   |                       | Francesco II di Bretagna  | Riccardo di Dreux            |  |  |       |  |  |                             |  |  |                           |  |
|                                   |                       | Francesco II di Bretagna  | Margherita di Valois-Orléans |  |  |       |  |  |                             |  |  |                           |  |
| Anna di Bretagna                  |                       | Francesco II di Bretagna  |                              |  |  |       |  |  |                             |  |  |                           |  |
|                                   |                       | Margherita di Foix        | Gastone IV di Foix           |  |  |       |  |  |                             |  |  |                           |  |
|                                   |                       | Margherita di Foix        | Gastone IV di Foix           |  |  |       |  |  |                             |  |  |                           |  |
|                                   |                       | Margherita di Foix        | Eleonora di Navarra          |  |  |       |  |  |                             |  |  |                           |  |
|                                   |                       | Margherita di Foix        |                              |  |  |       |  |  |                             |  |  |                           |  |